# Joint debout

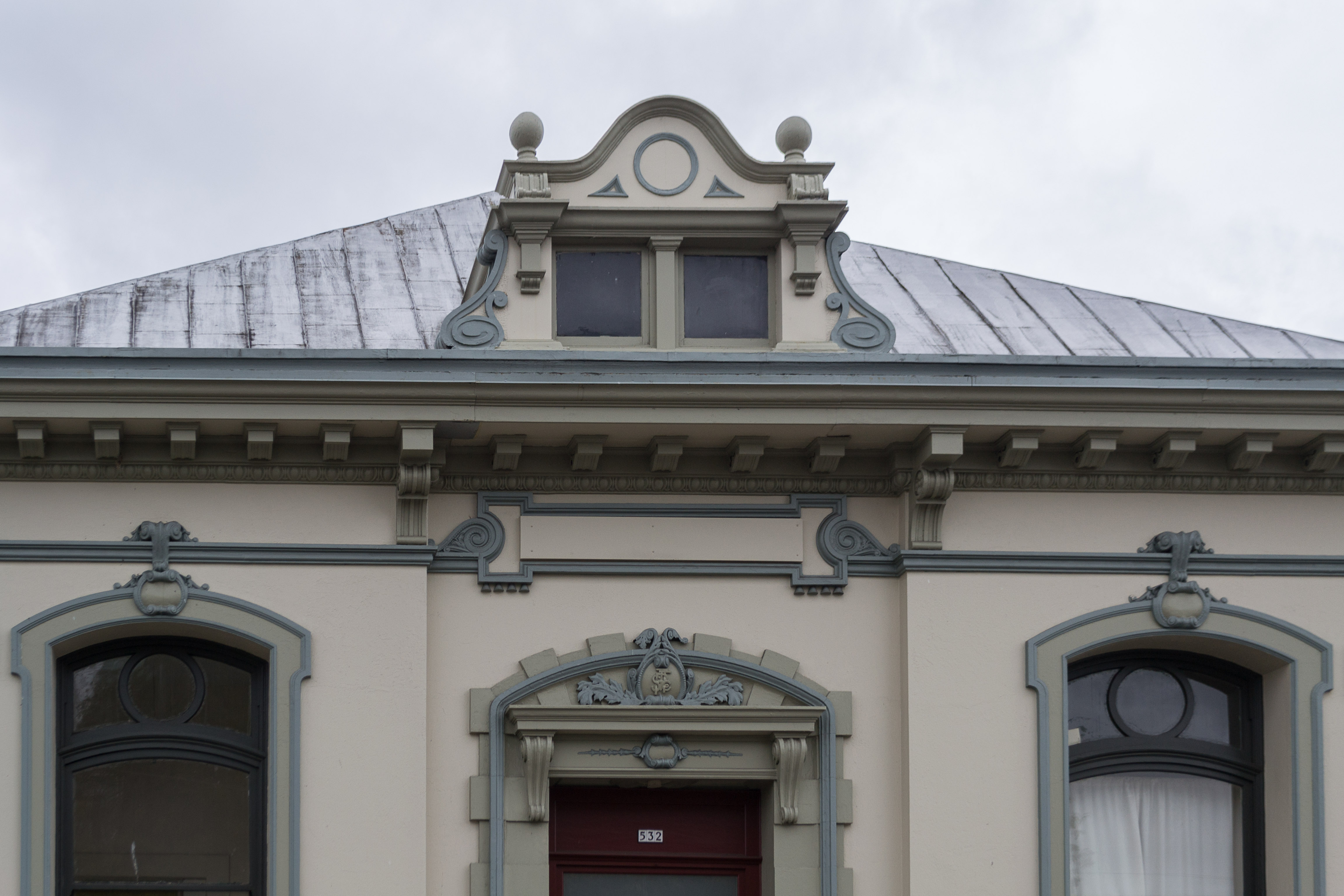
Un toit en technique du joint debout.

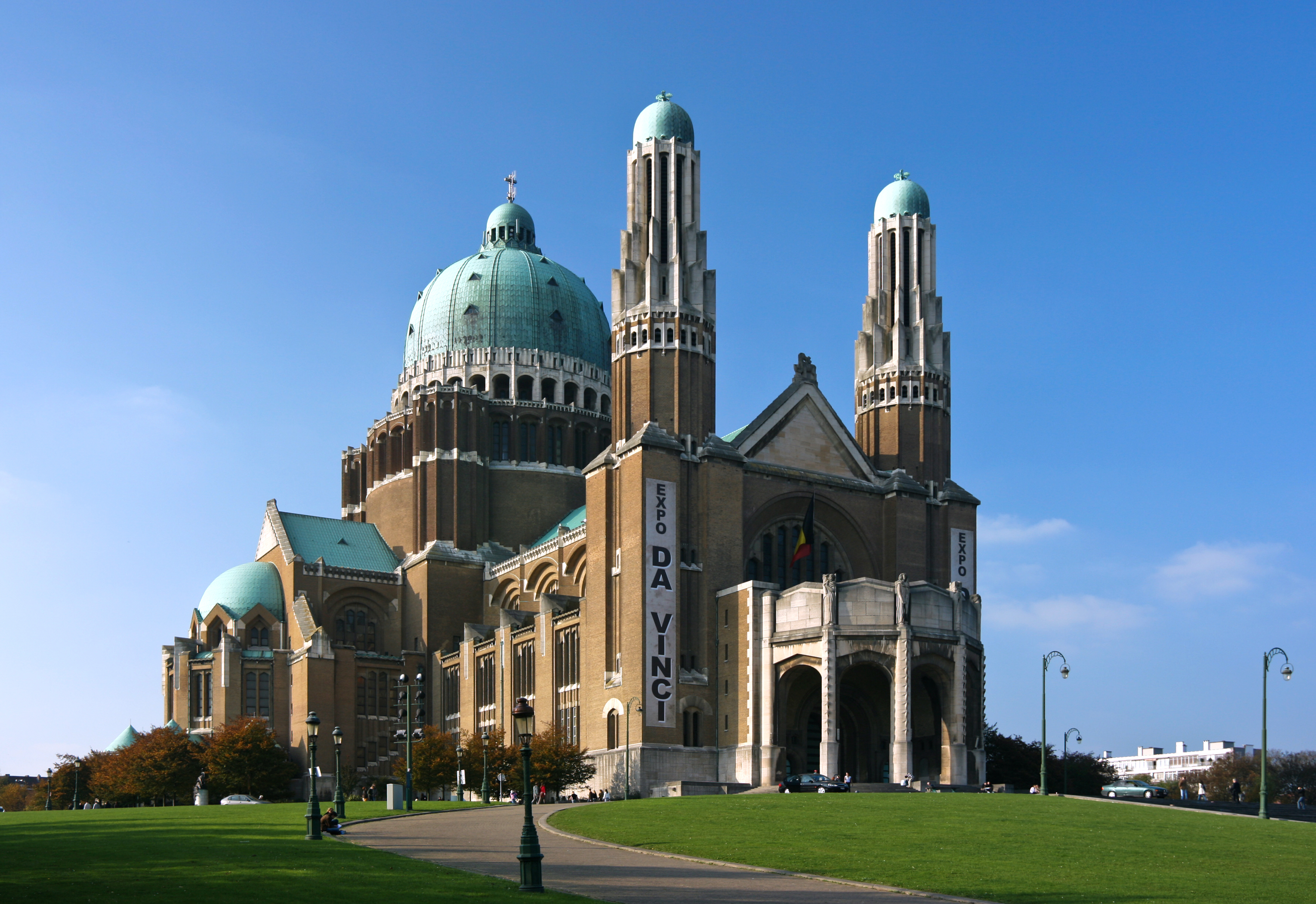
La basilique de Koekelberg et ses toits en plaques de cuivre à joint debout de couleur verte caractéristique.

Le joint debout (ou Standing Seam en anglais) est une technique de couverture de toit ou façade utilisée en ferblanterie et idéale pour les façades très exposées aux intempéries. Ce type de couverture est donc particulièrement adapté aux régions de climat rigoureux tels que montagne ou climat continental avec une très forte exposition au vent, à la pluie ou à la neige. La technique est recommandée aux toitures et façades présentant une inclinaison de minimum 3° (avec une préférence pour celle supérieures à 7°).
La technique du joint debout offre une étanchéité maximale. Ce type de couverture est également une solution adaptée aux formes cintrées ou complexes de bâtiments (toits d'églises ou de bâtiments de forme libre).
Cette solution réservée aux toitures plus élitistes, et très esthétique, offre des joints réguliers de faible hauteur (25 mm pour une épaisseur de 5 mm). Elle a cependant un coût de l'ordre de 4 à 5 fois plus élevé que les solutions de couverture traditionnelle à base de tuiles par exemple.
La mise en œuvre se fait avec deux types de métaux : la tôle de zinc ou la tôle de cuivre. Les couvertures de cuivre prennent alors une teinte brune après deux à trois ans puis verte caractéristique après quelques dizaines années d'oxydation.

## Norme de mise en œuvre en France
La conception et la réalisation des couvertures en joint debout sont soumises aux règles des DTU (documents techniques unifiés). Dans le cas d’absence de normes officielles, les avis techniques (AT) émis par les fabricants des produits ou le Centre scientifique et technique du bâtiment (CSTB) sont pris en compte.
- DTU 40.41 Couvertures par éléments métalliques en feuilles et longues feuilles en zinc.
- DTU 40.44 Couvertures par éléments métalliques en feuilles et longues feuilles en acier inoxydable
- DTU 40.45 Couvertures par éléments métalliques en feuilles et longues feuilles de cuivre